# Зебир-Юрт
Зеби́р-Юрт (чечен. Аьчка-ХитӀе) — село в Надтеречном районе Чеченской Республики. Административный центр Зебир-Юртовского сельского поселения.

## География

Зебир-Юртовское сельское поселение на карте Надтеречного района

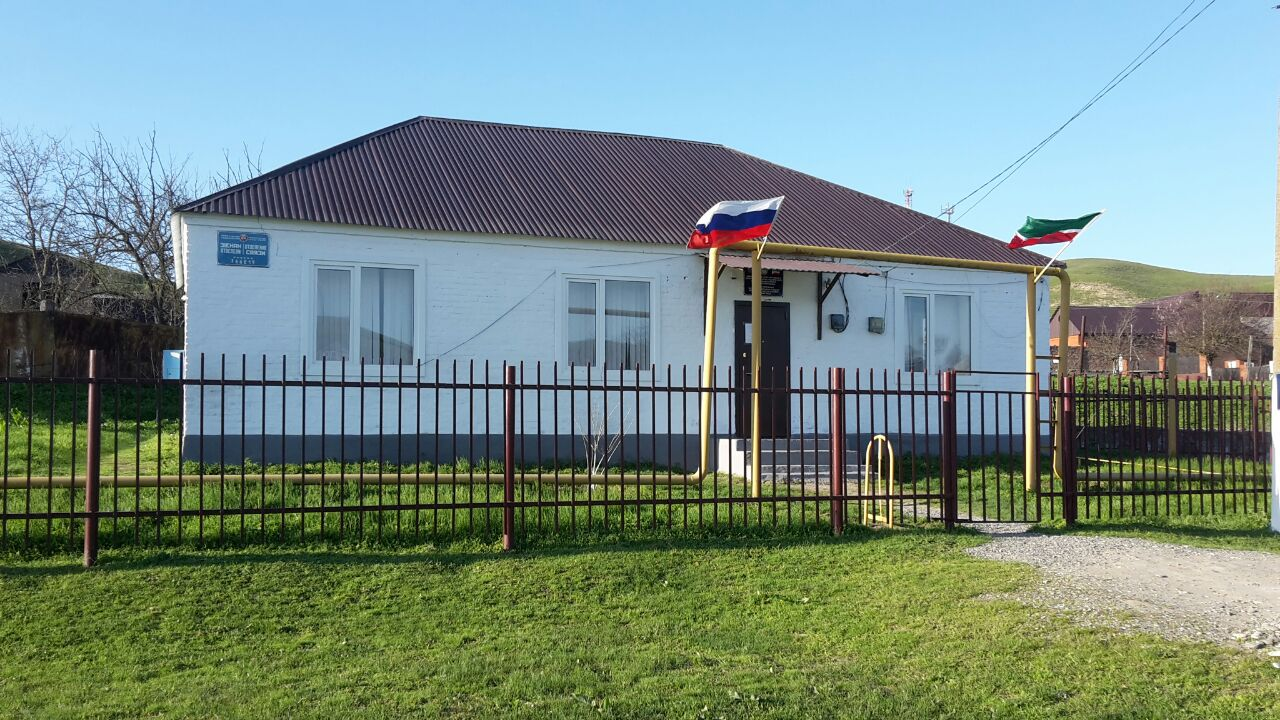
Администрация Зебир-Юртовского сельского поселения

Село расположено в северных отрогах Терского хребта, на территории совхоза «Минеральный», в 42 км к юго-востоку от районного центра — Знаменское и в 55 км к северо-западу от города Грозный.
Ближайшие населённые пункты: на северо-западе — село Надтеречное и посёлок Минеральный, на северо-востоке — сёла Мекен-Юрт и Подгорное, на юго-западе — сёла Бартхой и Керла-Юрт, на юго-востоке — посёлок Долинский и село Радужное.

## История
В 1977 году Указом Президиума ВС РСФСР село Минеральное было переименовано в Зебирюрт.
После реорганизации Центральной усадьбы совхоза, посёлок Минеральный был включён в Надтеречненское сельское поселение, а совхоз «Зебир-юртовский» преобразовано в самостоятельное Зебир-Юртовское сельское поселение.

## Население
| 1990 | 2002 | 2010 | 2012 | 2013 | 2014 | 2015 |
| ---- | ---- | ---- | ---- | ---- | ---- | ---- |
| 770  | ↘669 | ↗758 | ↗806 | ↗869 | ↗870 | ↗886 |
| 2016 | 2017 | 2018 | 2019 | 2020 | 2021 | 2023 |
| ↗892 | ↘890 | ↗901 | ↗906 | ↗909 | ↘901 | ↗907 |
| 2024 |      |      |      |      |      |      |
| ↗914 |      |      |      |      |      |      |

Национальный состав
По данным Всероссийской переписи населения 2010 года:

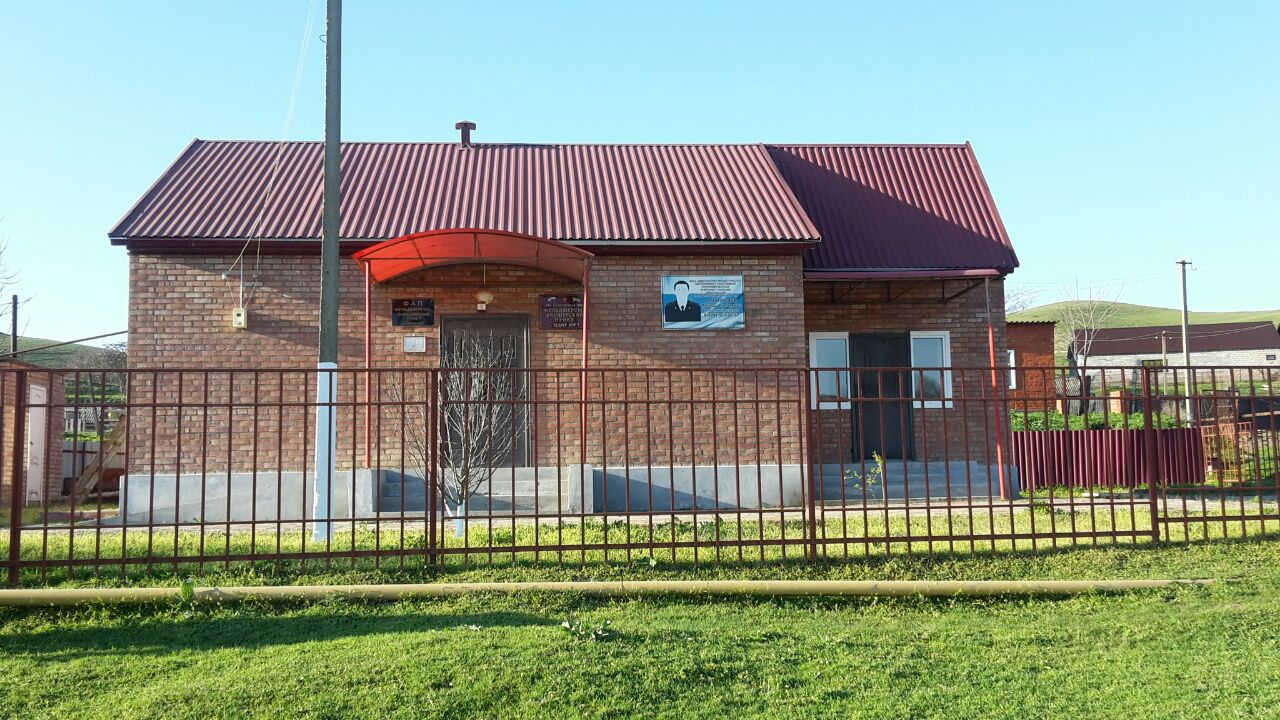
ФАП

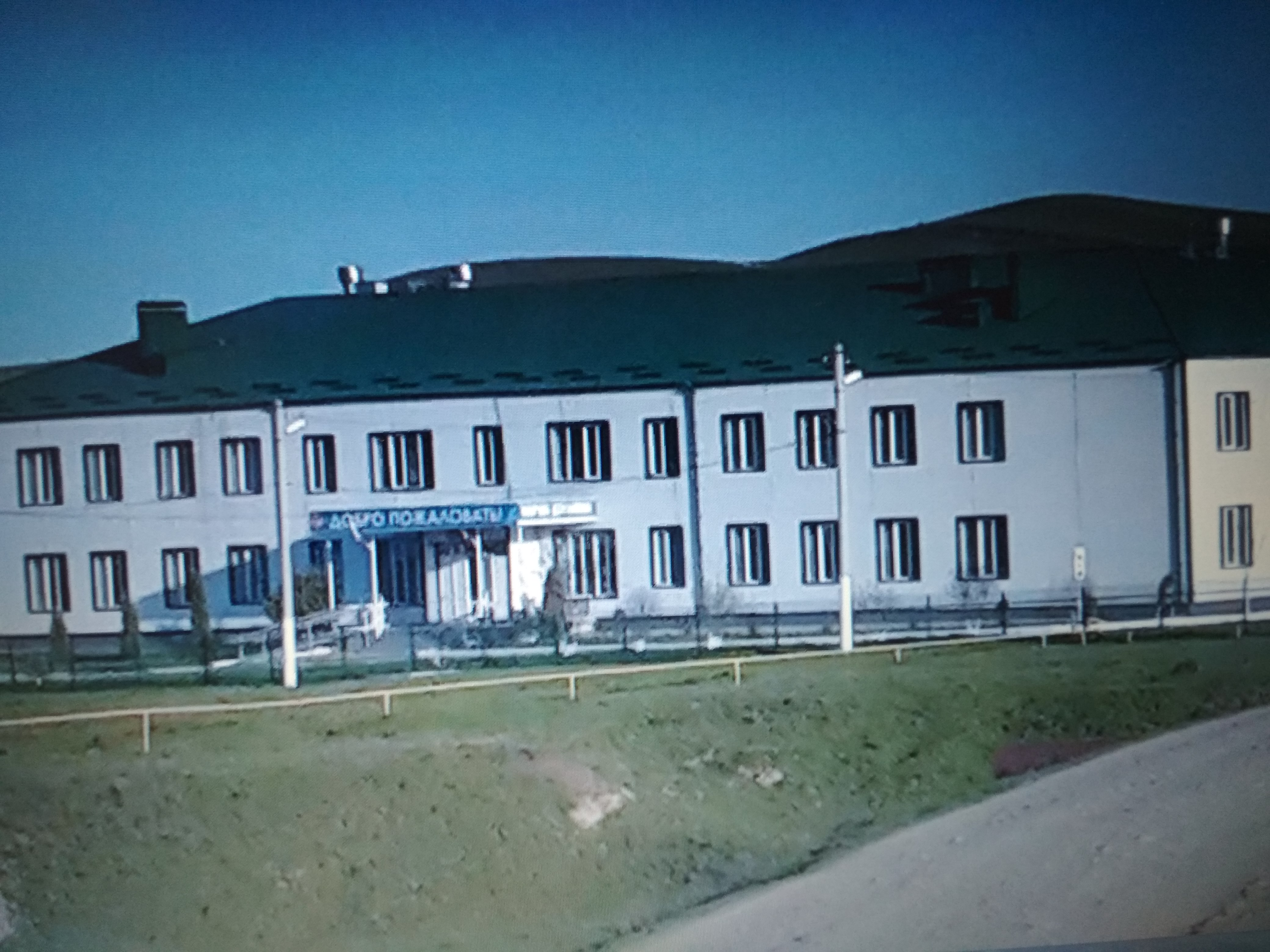
Зебир-Юртовская СОШ

| Народ               | Численность, чел. | Доля от всего населения, % |
| ------------------- | ----------------- | -------------------------- |
| чеченцы             | 733               | 96,70 %                    |
| другие / не указано | 25                | 3,30 %                     |
| всего               | 758               | 100,00 %                   |

## Микротопонимика
В окрестностях Зебир-Юрта имеются следующие топонимы:
- Алкханчан берд — «Скворечная скала». К югу от села, на крутой отвесной скале, где ежегодно гнездятся скворцы.
- Аьчган хи — «Железная вода». Считается целебным. У южной окраины села.
- Аьчган хьун — «Сельский лес». Небольшой лес к югу от села.
- Бамт хи чу — «В источник Бамта». К юго-востоку от села.
- Бовха боьра — «Горячая балка». Пастбища к югу от села, близко к почве залегают термальные воды. Лощина очень плодородная. Почва не мёрзнет зимой и круглый год здесь зеленеет трава.
- Говрийн боьра — «Лошадиная лощина». Пастбище к западу от села.
- Гомушан мара — «Буйволиный нос». Выступ скалы к югу от села. Пастбище.
- Гомушан Iам — «Буйволиное озеро». У восточной окраины села.
- Гӏамаран мара — «Песчаный нос». Пастбище к югу от села.
- Дозанан саьнгар — «Пограничный ров». Была прорыт на протяжении всей территории княжеских земель, простиравших от Зебир-Юрта до Толстой-Юрта.
- Доккха шовда — «Большой родник». У южной окраины села.
- Дӏамийн Iуьргаш — «Барсучьи норы». У южной окраины села.
- Жагӏжагӏан боьра — «Жаворонка лощина». К югу от села. Жагӏжагӏа — разновидность жаворонка.
- Жима шовда — «Маленький родник». Бьётся из под земли на южной окраине села. Обладает целебными свойствами.
- Куллан боьлак — «Кустарниковая роща». Пастбище к юго-востоку от села.
- Лорсин бекъа кхетта чоь - «Впадина, куда сорвался жеребец Лорсы». Пастбище к юго-востоку от села. Лорса — собственное мужское имя.
- Лоьша хи — «Сочащаяся вода». У юго-восточной окраины села.
- Майда — «Площадь». Так называется небольшая лужайка в центре села.
- Рогӏан дукъ — «Гребень хребта». Пастбища Терского хребта.
- Суосин дукъ — «Хребет Суоси». Вершина, к югу от села. Суоса — собственное чеченское мужское имя.
- Тангӏалкх йолчу — «Лощина, где стоит виселица». Виселицей местные жители назвали геодезический знак — репер. Пастбище.
- Хин корта — «К источнику». Имеются в виду истоки всех родников и ручейков, находящиеся над селом с южной стороны.
- Хьажкӏийн боьра — «Кукурузная лощина». Урочище к юго-западу от села, которое жители села засевали кукурузой.
- Хьаьмцан боьлак — «Роща Мушмулы». Пастбище к юго-востоку от села. Дикие фруктовые кустарники и заросли мушмулы.
- Центральная усадьба совхоза «Минеральный» — расположена к северу от села, по левую сторону от дороги, идущей в районный центр — Знаменское.
- Цӏийдарийн боьра — «Мареновая лощина». Пастбища к западу от села. Здесь было налажено производство марены, из которой добывали краски.
- Шира кешнаш — «Старое кладбище» в черте села.
- Шира тӏулгаш — «Древние камни». К югу от села лежали камни неизвестного происхождения. Предания говорят, что они остатки старого памятника.
- Ширчу ардашка — «К старым посевным участкам». Пастбище к юго-востоку от села.
- Эла вийна чоь — «Впадина, где убит князь». К западу от села.
- Элашханан боьра — «Лощина Элашхана». Урочище к западу от села, где был земельный участок Элашхана.
- Элийн мохк — «Княжеские владения». Земли, простирались от Зебир-Юрта до Толстой-Юрта, и владели ими в основном князья Бековичи-Черкасские. Землями управляли приказчики, обрабатывали их батраки и крестьяне, находившиеся в зависимости от владельцев.
- Элса вийна чоь — «Лощина, где был убит Элса». Пастбище к югу от села.
- Эльдаровская долина — район к западу от села, где высятся буровые вышки. Долина тянется до Калауса.
- Янарсин хи — «Янарси источник». Источник к юго-востоку от села, благоустроенный жителем села по имени Янарса.
- Iуьргаш дохкачу — «Норы где имеются». Пастбища к юго-востоку от села.

## Инфраструктура
- Зебир-Юртовская муниципальная средняя общеобразовательная школа[23].
- Новый фельдшерско-акушерский пункт.
- Почтовое отделение связи.